# Van Holthe

Van Holthe (ook: Van Holthe tot Oldengaarden en: Van Holthe tot Echten) is een Nederlands geslacht waarvan leden sinds 1814 tot de Nederlandse adel behoren.

## Geschiedenis
De stamreeks begint met Berent Gerritszn. van Holthe die vermeld wordt tussen 1404 en 1447 en beleend werd met Ebbenerve in Oosterwolde. De stamouders van de adellijke takken zijn Pieter Adam van Holthe (1749-1782) en zijn echtgenote Roelina Gijsberta Gerdina van der Clooster, vrouwe van Rheebruggen (1746-1824). Door haar vestigden de leden van het geslacht zich in Drenthe; drie zonen van hen werden in 1814 en 1816 benoemd in de ridderschap van Drenthe waardoor zij en hun nageslacht tot de Nederlandse adel gingen behoren met het predicaat jonkheer/jonkvrouw.

### Geslachtswapen

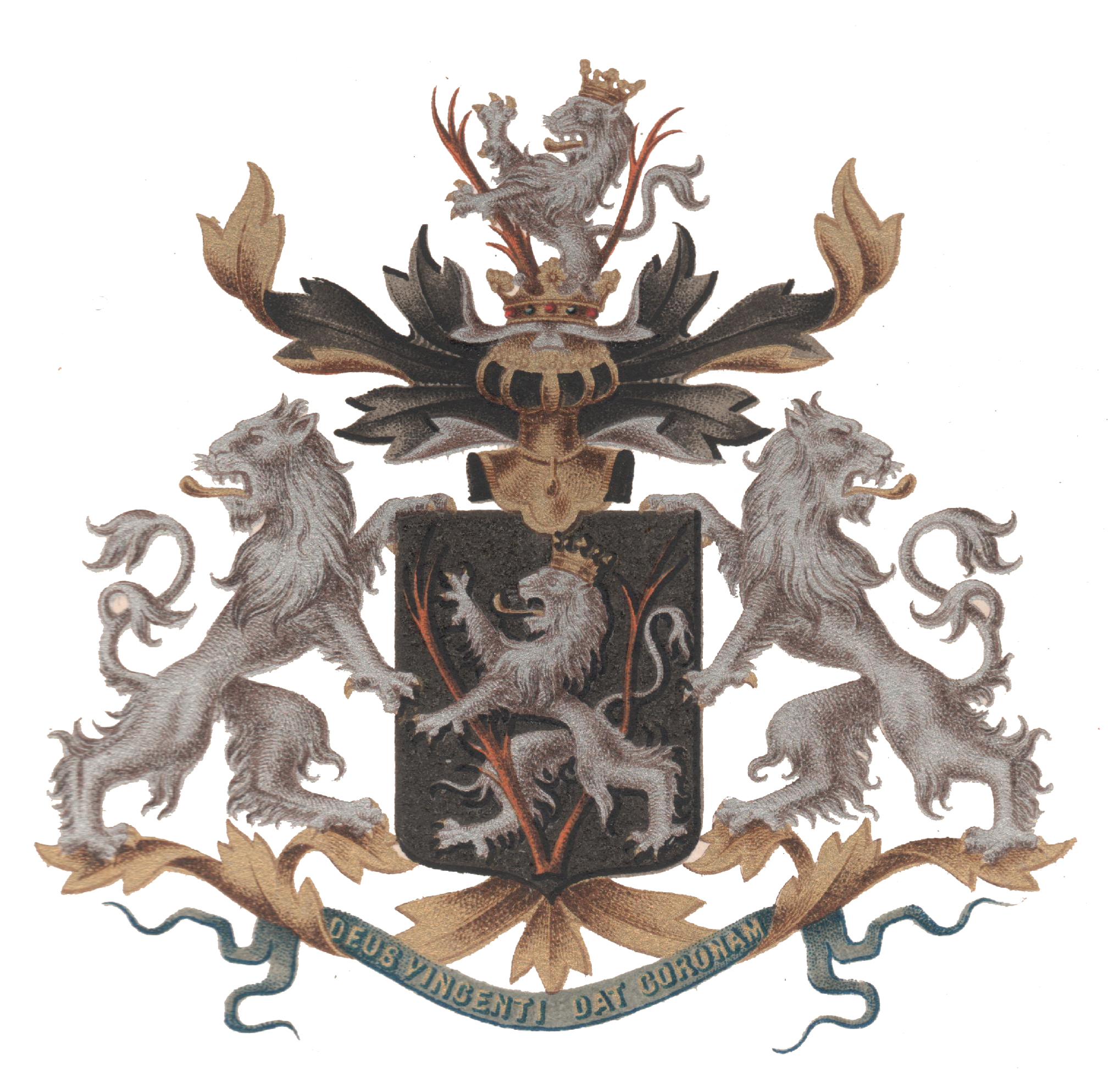
Wapen van de familie van Holthe

De beschrijving van het wapen van de familie van Holthe dateert uit 1814 en 1816: In zwart een zilveren leeuw, goud getongd en genageld, gekroond met een gouden kroon van drie bladeren, staande tussen twee dorre bruine taken, geplaatst in de vorm van een omgekeerde keper en elkaar beneden kruisende. Een aanziende gouden helm, zwart gevoerd; een kroon van drie bladeren en twee gouden parels; wrong en dekkleden: goud, zwart en zilver; helmteken: de leeuw, naar rechts gewend, en de taken van het schild, uitkomend. Schildhouders: twee omziende zilveren leeuwen, goud getongd en genageld. Het geheel geplaatst op een zilveren en gouden arabesk.

#### Wapenspreuk
De wapenspreuk DEUS VINCENTI DAT CORONAM staat in gouden letters op een blauw lint, aangebracht boven het wapen. Deze spreuk betekent "God schenkt de overwinnaar de kroon".

## Enkele telgen
Pieter Adam van Holthe (1749-1782), zoon van de burgemeester van Harderwijk Aelt van Holthe en Andrea Smits uit Harderwijk, luitenant der dragonders, trouwde in 1771 met Roelina Gijsberta Gerdina van der Clooster, vrouwe van Rheebruggen (1746-1824); zij kregen zeven kinderen onder wie de volgende drie zonen die elk stamvader werden van een van de drie takken:
- jhr. Rudolph Otto van Holthe tot Echten (1772-1832), lid ridderschap, provinciale en gedeputeerde staten van Drenthe, stamvader van de tak Van Holthe tot Echten
- jhr. Aalt Willem van Holthe (1780-1854), burgemeester, verwierf de havezate Oldengaerde en werd de stamvader van de tak Van Holthe tot Oldengaarden die met een dochter in 1907 uitstierf
- jhr. mr. Pieter Adam van Holthe (1783-1823), burgemeester en stamvader van de tak Van Holthe

### Tak Van Holthe tot Echten

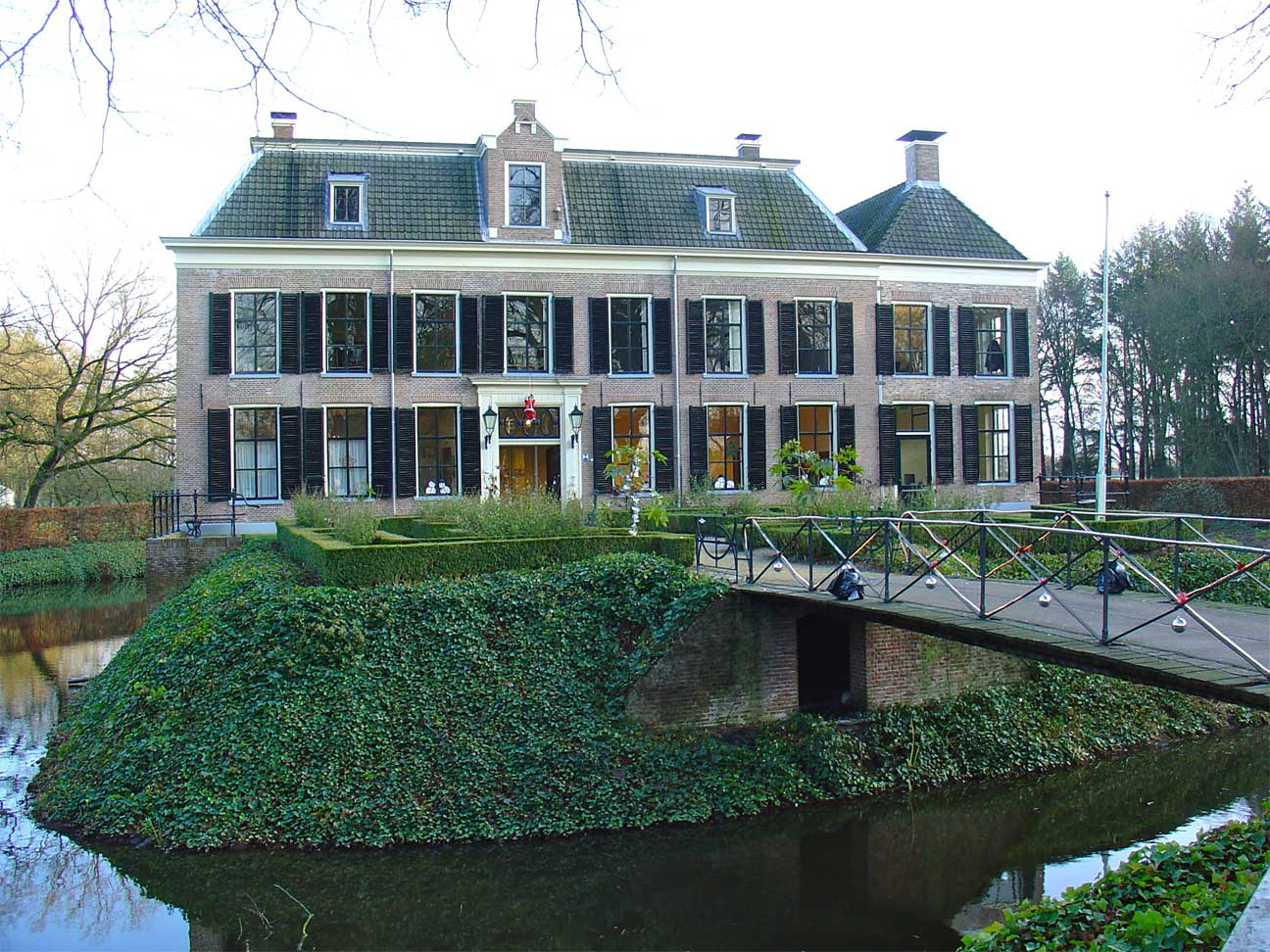
Het Huis te Echten, van 1802 tot 1971 de residentie van de tak Van Holthe tot Echten.

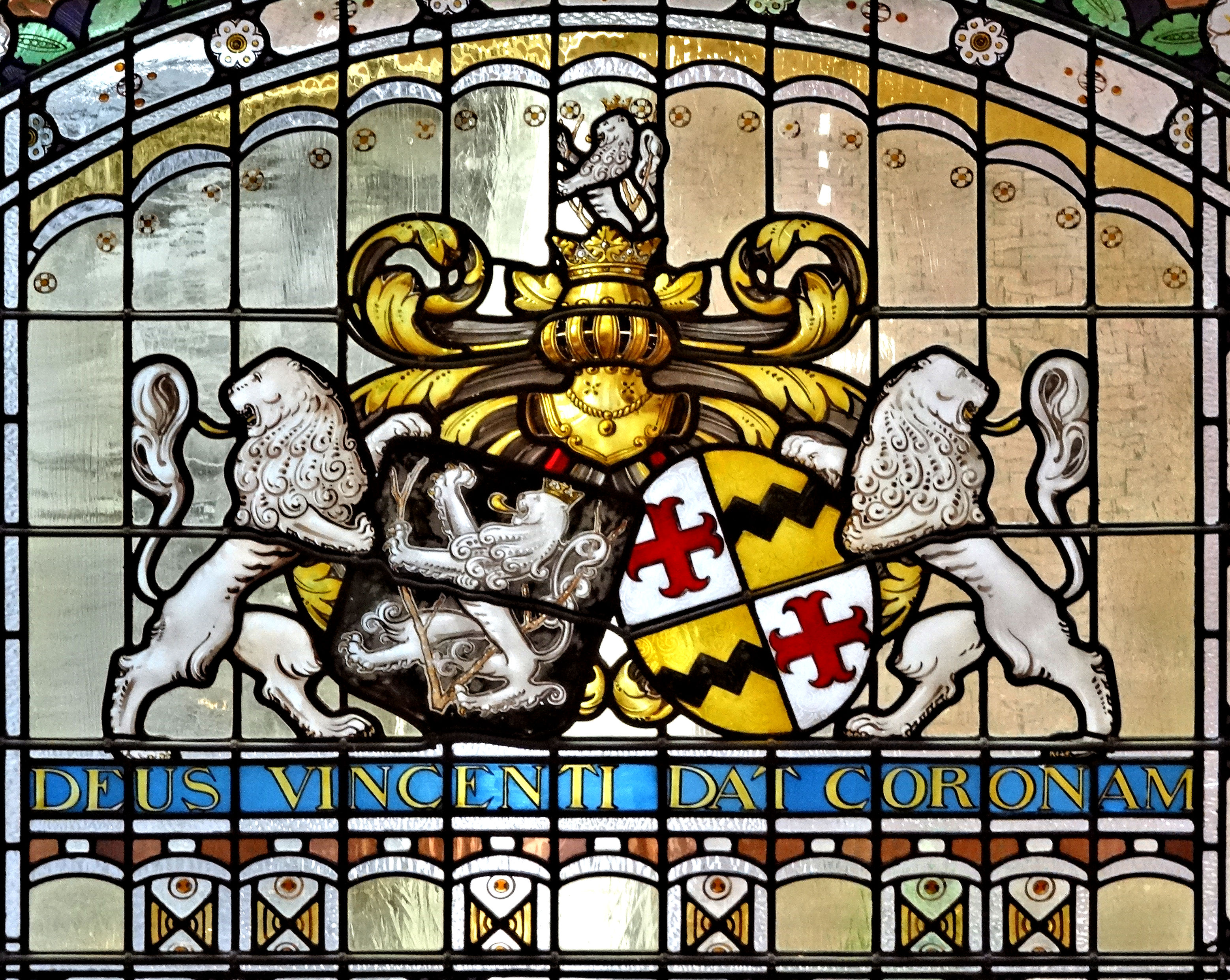
Detail glas-in-loodraam met het alliantiewapen van Hendrik Gerard van Holthe tot Echten (1862-1940) en Constantia Johanna Anna Christina barones van der Feltz (1870-1953) in Huize Ebbenerve te Assen.

De oudste zoon van het echtpaar Van Holthe-van der Clooster tot Rhebrugge was Rudolph Otto, stamvader van de tak Van Holthe tot Echten. Hij trouwde met Anna Geertruida van Echten, dochter van de heer van Echten en lid van de familie Van Echten. Zij woonden, evenals diverse van hun nakomelingen, in het Huis te Echten. Hij voegde na zijn huwelijk tot Echten toe aan zijn naam Van Holthe. Hij en zijn nakomelingen vervulden diverse bestuurlijke functies op lokaal, provinciaal en landelijk niveau.

#### Telgen van de tak Van Holthe tot Echten
- Anne Willem van Holthe tot Echten (1816-1900), advocaat en notaris te Assen, directeur en president-commissaris Drentsche Kanaal-Maatschappij
- Anne Willem van Holthe tot Echten (1884-1967), burgemeester van Ruinen
- Ernestine Amoene Sophie van Haersolte-van Holthe tot Echten (1890-1952), schrijfster
- Hendrik Gerard van Holthe tot Echten (1810-1879), burgemeester van Ruinen en Hoogeveen
- Hendrik Gerard van Holthe tot Echten (1852-1938), burgemeester van Ruinen
- Hendrik Gerard van Holthe tot Echten (1862-1940), Eerste Kamerlid
- Henric Gerrit van Holthe tot Echten (1922-2001), burgemeester van Renkum
- Louise van Holthe tot Echten (1892-1981), beeldend kunstenaar
- Marie Louis van Holthe tot Echten (1896-1970), burgemeester van Rhenen, Zeist en Breukelen
- Pieter Adam van Holthe tot Echten (1807-1883), president van het gerechtshof te Assen
- Rudolph Arent van Holthe tot Echten (1803-1875), burgemeester van Ruinen en Hoogeveen en gedeputeerde van Drenthe
- Rudolph Otto van Holthe tot Echten (1772-1832), lid Wetgevend Lichaam, Lid Vergadering van Notabelen en gedeputeerde van Drenthe
- Rudolph Otto van Holthe tot Echten (1854-1940), raadsheer en vicepresident van het gerechtshof te 's-Gravenhage
- Rudolph Otto van Holthe tot Echten (1892-1971), burgemeester van Vledder
- Rudolph Otto Arend van Holthe tot Echten (1849-1908), kantonrechter te Emmen

### Tak Van Holthe tot Oldengaarden
jhr. Aalt Willem van Holthe (1780-1854), burgemeester van Dwingeloo
- jkvr. Roelina Gijsbertha Susanna Eleonora van Holthe tot Oldengaarden (1811-1832); trouwde in 1831 met mr. Jan Hendrik Westra (1803-1871), president van het gerechtshof van Drenthe; stamouders van de tak Westra van Holthe van het geslacht Westra

### Tak Van Holthe
- jhr. mr. Pieter Adam van Holthe (1783-1823), burgemeester van Dwingelo